# SN 2010df
SN 2010df – supernowa odkryta 5 maja 2010 roku w galaktyce A125839-0326. W momencie odkrycia miała maksymalną jasność 18,90m.